# Kara-Acht-Schlinge
Die Kara-Acht-Schlinge dient als Rücklaufsperre, wenn ein Seil in eine Richtung blockieren (Lastseil), in die andere Richtung aber gleiten soll (Zugseil).

## Anwendung
Die Kara-Acht-Schlinge wird beim Flaschenzug als Rücklaufsperre eingesetzt, wenn keine zwei baugleichen Karabinerhaken zur Konstruktion einer Gardaschlinge verfügbar sind, aber ein Karabiner und ein Abseilachter. Das Last-Seil wird dadurch nach jedem Hub blockiert. Die Umlenkung oder Seilrolle kann dann für einen weiteren Hub verschoben werden, und so sind auch längere Hubwege beim Aufzug von Lasten zu bewältigen. 
Die Kara-Acht-Schlinge wird wie die Gardaschlinge in der Bergrettung, bei der Spaltenbergung auf Gletschern und bei der Höhenrettung eingesetzt, beispielsweise beim Schweizer Flaschenzug, bei der Selbstseilrolle oder der Münchhausentechnik.

## Knüpfen
Ein Abseilachter wird in einen Karabinerhaken eingehängt. Das Seil als Schlaufe von hinten durch den Achter gesteckt, die Schlaufe wird dann von vorne in den Karabiner eingehängt.
Nun wird die Schlaufe so zu einem Auge verdreht, dass das Lastseil vorne liegt. Dieses Auge wird über den Karabiner gestülpt und dann in den Karabiner eingehängt. Der Karabinerhaken wird in eine Bandschlinge eingehängt. 
Am Zugseil (an dem gezogen wird, das also beweglich sein soll, im Bild unten schräg herauslaufend) lässt sich die Last heben. Wird das Zugseil entlastet, klemmt das Lastseil das Zugseil ein und blockiert dieses.

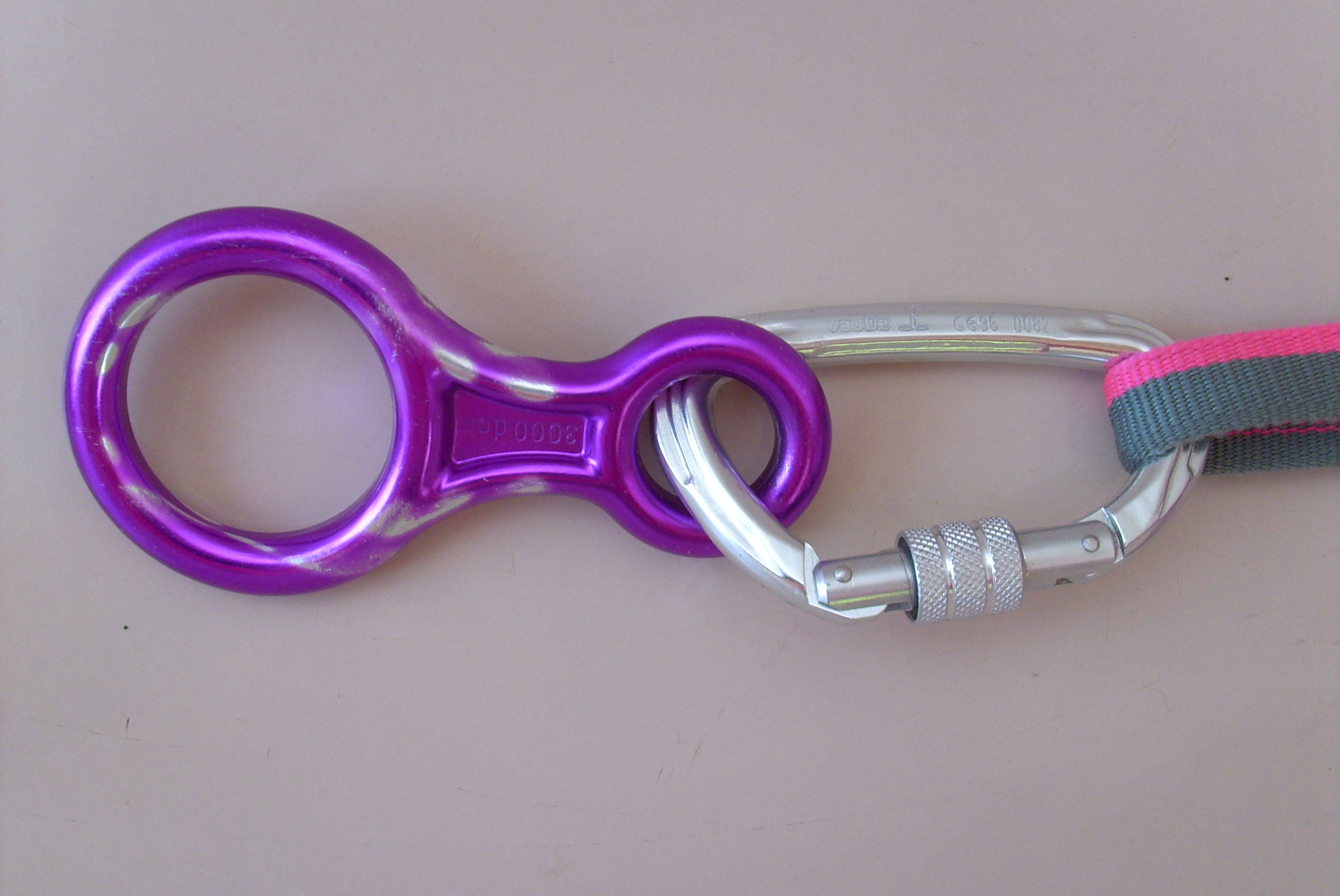
Karabiner und Abseilachter
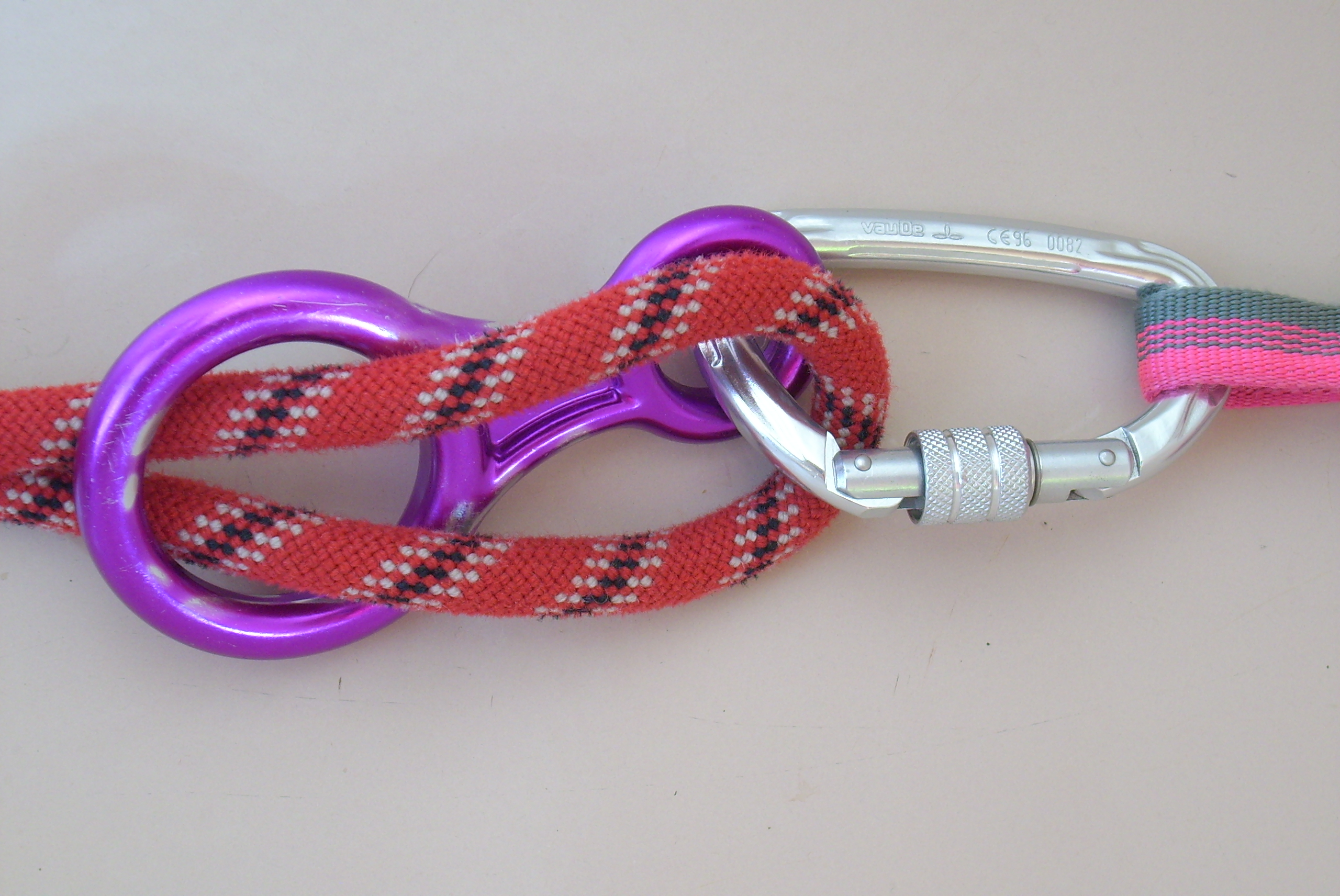
Seil einlegen
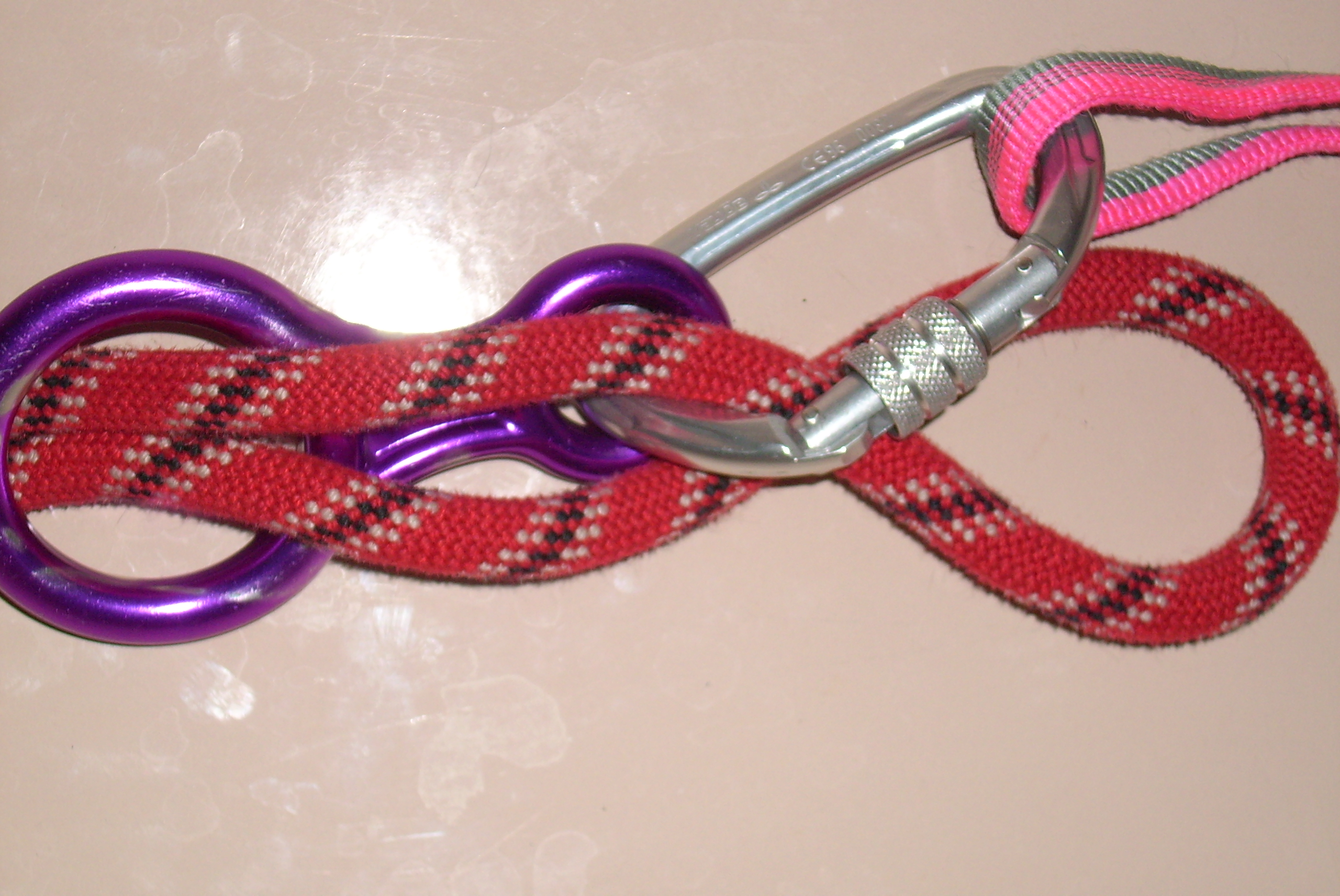
Schlaufe verdrehen, Lastseil vorne!
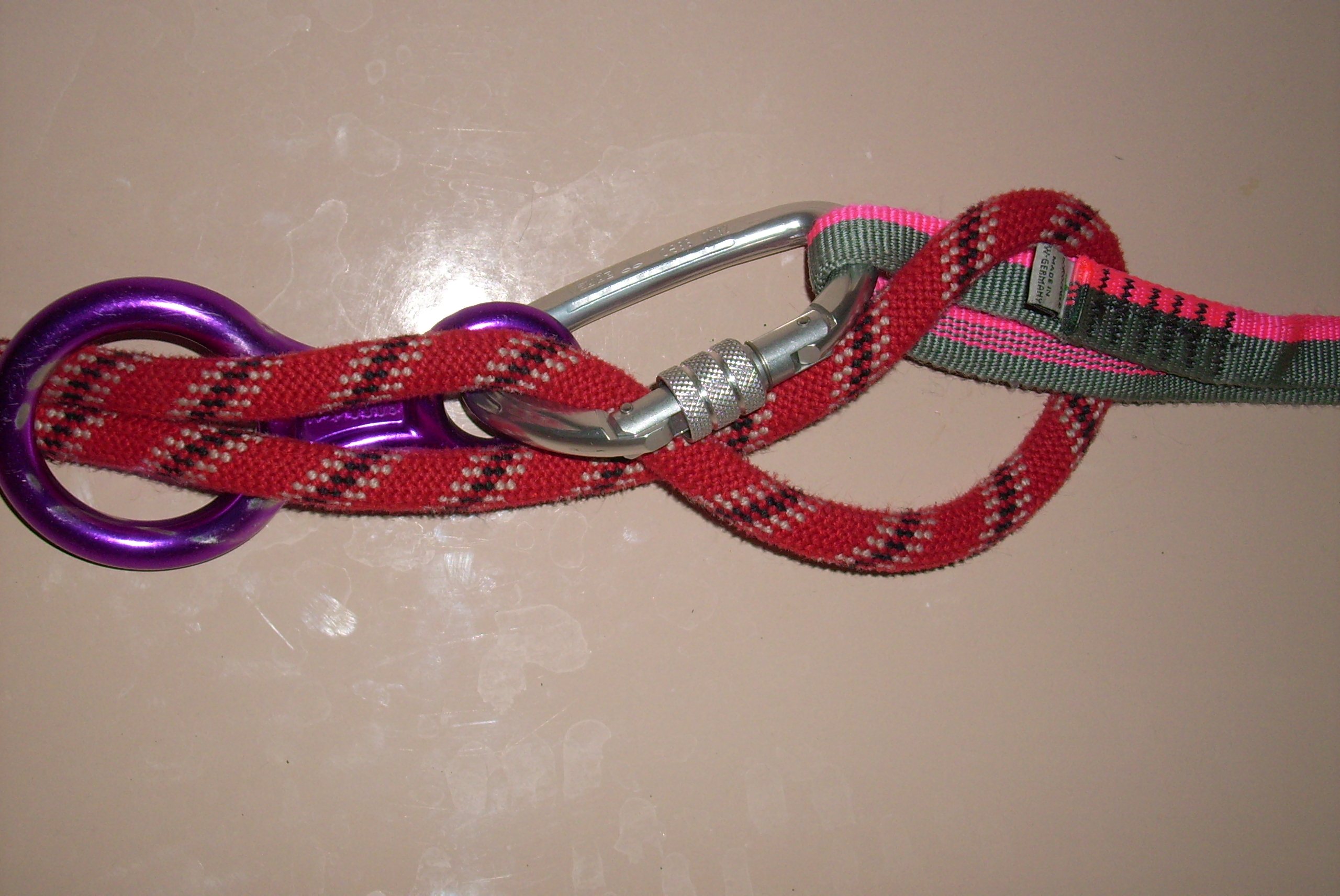
verdrehtes Auge über Karabiner stülpen
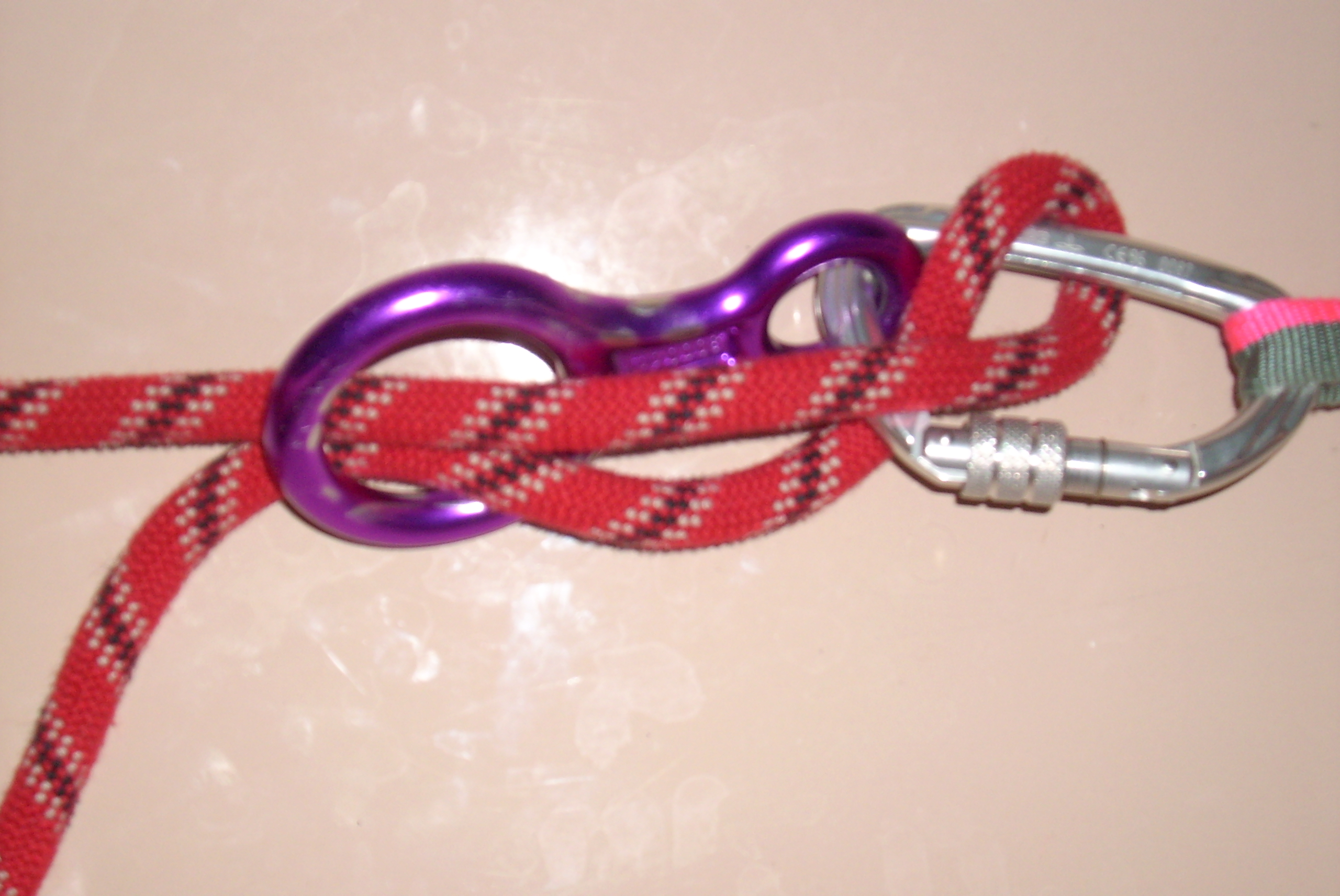
Lastseil (oben) in Karabiner eingehängt; klemmt Zugseil (unten) und blockiert

## Alternativen
- Wenn baugleiche Karabiner vorhanden sind, ist die Gardaschlinge als Rücklaufsperre vorzuziehen.
- Eine mechanische Rücklaufsperre ist die Seilklemme (Brustklemme) oder die Steigklemme.
- Es gibt auch Seilrollen mit eingebauter Rücklaufsperre.
- Besonders leichtgewichtig aber weniger seilschonend ist der Tibloc.